# TT104
TT104 (Theban Tomb no. 104) ist eine der beiden Grabanlagen, die der Vorsteher des Schatzhauses Thotnefer am Nordhang von Scheich Abd el-Qurna (Theben-West) errichten ließ.

## Befund
Das Grab ist nach dem üblichen Schema thebanischer Grabanlagen angelegt. Es gibt einen ca. 7,7 × 9 m großen Vorhof, von dem man in eine Querhalle, die ca. 7 m lang und 2,5 m breit ist gelangte. Es gibt einen anschließenden Längsraum, der ca. 4,9 m lang ist. Insgesamt hat das Grab einen T-förmigen Grundriss. In Vorhof und Längsraum gibt es Schächte, die zu den Grabkammern führen.
Das Grab ist ausgemalt, wobei die Malereien heute stellenweise stark beschädigt sind. In der Querhalle findet man Darstellungen des Thotnefer vor dem Opfertisch und bei Feierlichkeiten. Auf der linken Schmalwand war eine Stele aufgemalt, die jedoch nur schlecht erhalten ist. Die rechte Schmalwand zeigte eine auch heute nur schlecht erhaltene Darstellung von der Jagd des Grabherrn in den Marschen. Bemerkenswert ist auf der rechten Eingangswand die Darstellung des Hauses des Thotnefers. Das Haus ist in drei Abschnitte gegliedert, wobei in der Forschung umstritten ist, ob diese drei Abschnitte Stockwerke oder drei nebeneinander liegende Hausteile wiedergeben. Im Haus sind Handwerksszenen wie eine Bäckerei, Spinnerei und Weberei dargestellt. In dem Längsraum finden sich vor allem Darstellungen von Totenfeierlichkeiten und der Tote mit seiner Gemahlin vor dem Opfertisch. Hier sind auch für die Längshalle typische Motive wie der Begräbniszug und die Abydosfahrt abgebildet. Die Rückwand des Längsraumes zeigt Thotnefer und zwei Frauen vor dem Unterweltgott Osiris.